# Schlossberg (Großschlaisdorf)

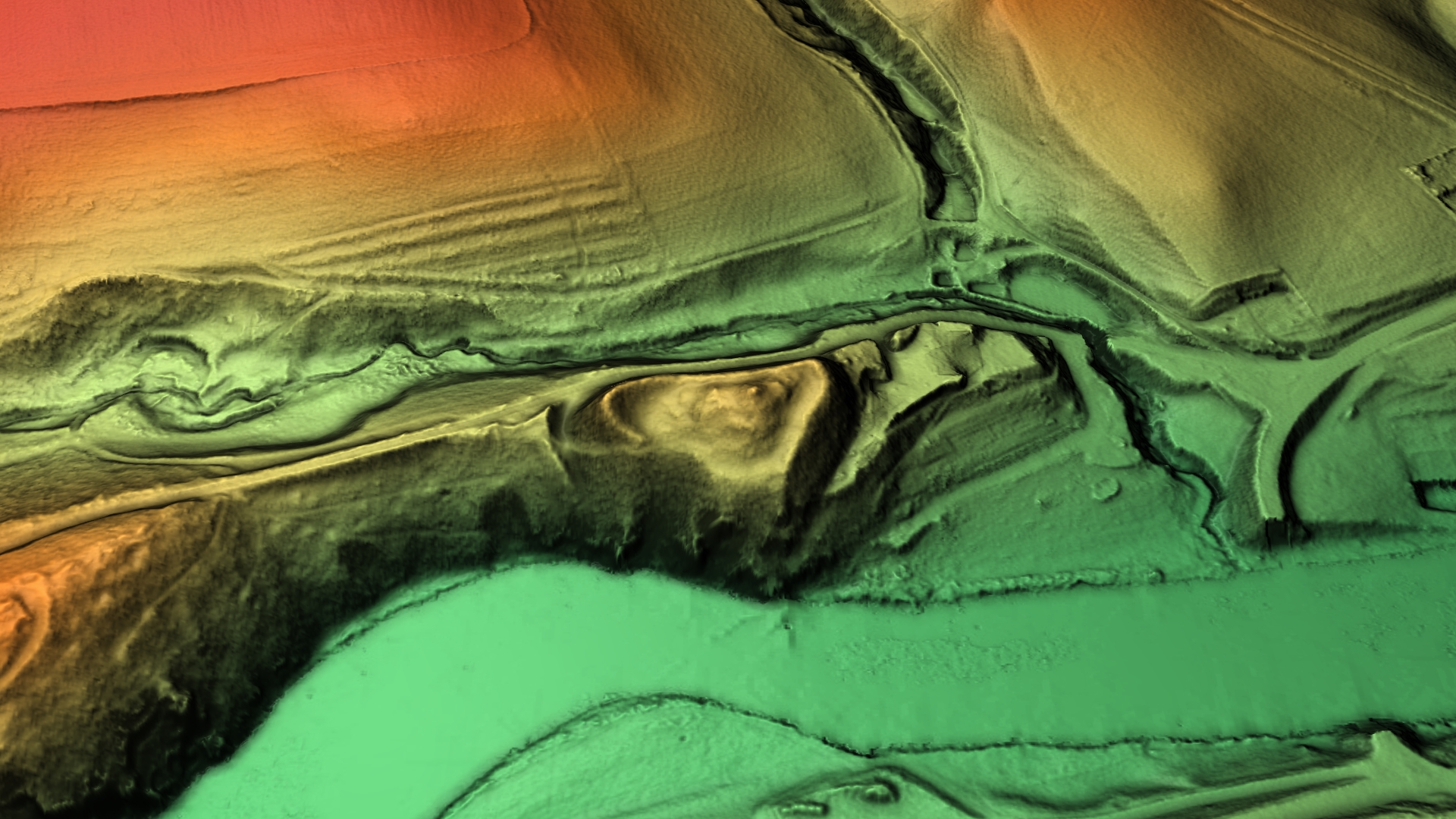
3D-Ansicht des digitalen Geländemodells

Der Schlossberg in Großschlaisdorf, Ortsteil von Lunzenau (Landkreis Mittelsachsen), trägt einen Burgwall aus dem Früh- und beginnenden Hochmittelalter.

## Beschreibung der Anlage
Der Schlossberg liegt 400 m südlich von Göhren auf einem nach Osten gerichteten Bergsporn zwischen der Zwickauer Mulde und einem Nebenbach. Die Burg umfasst ein unregelmäßig-ovales Areal von etwa 55 mal 40 m und ist von einem umlaufenden Wall als Rest der ehemaligen Befestigung umzogen. Seine äußere Höhe beträgt im Westen noch 8 m und im Osten noch 5 bis 6 m, im Norden und Süden steht er direkt über dem Steilhang. Die innere Höhe beträgt im Westen noch 3 bis 4 m, sonst 0,5 bis 1 m. Im Westen vorgelagert ist ein weiterer Abschnittsgraben von 8 m Breite und 3 m Tiefe und der Rest eines Außenwalls von 3 bis 4 m Breite und 1 m Höhe. Im Osten schließt sich bis zur Spornspitze ein rund 30 m langes und 5 m tieferliegendes Areal an, auf dem heute ein Hof mit mehreren Gebäuden steht. Es weist an der Nordseite zwei grabenartige, aus dem Fels herausgeschlagene Einschnitte von 4 m Breite und 3 m Tiefe auf. Sie rühren vermutlich erst von der mittelalterlichen Nachnutzung des Geländes oder einen neuzeitlichen Eingang in den Hof.

## Ausgrabungen und Funde
Auf dem Schlossberg fanden bislang keine modernen wissenschaftlichen archäologischen Ausgrabungen statt. Aus älteren, undokumentierten Ausgrabungen und stammen mehrere Bruchstücke jungslawischer Keramik des Leipziger Kreises, die überwiegend im Museum Schloss Rochlitz aufbewahrt werden.

## Interpretation
Der Archäologe und Historiker Gerhard Billig sieht die Burg auf dem Großschlaisdorfer Schlossberg als jungslawische Abschnittsbefestigung an und bringt sie aufgrund ihrer Lage dicht an der Wildlandgrenze im Süden des Burgwards Rochlitz in Zusammenhang mit einem frühen Landesausbau. Die Keramikfunde lassen jedoch keine Stellungnahme zu dieser Datierung und Interpretation zu.